# Lake Mungo remains

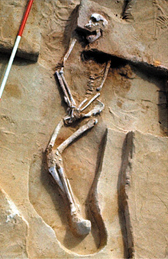
Mungo-mannen (Mungo Man)

Forngravarna vid Lake Mungo är tre betydande fossilfynd: Lake Mungo 1 (också kallad  Mungo Lady, LM1, och ANU-618), Lake Mungo 3 (också kallad Mungo Man, Lake Mungo III, och LM3), och Lake Mungo 2' (LM2). Lake Mungo ligger i New South Wales, Australien, i det världsarvslistade Willandra Lakes Region.
LM1 upptäcktes 1969 och är en av världens äldsta kända kremeringar. LM3, som upptäcktes 1974, var en tidig homo sapiens på den australiensiska kontinenten, som tros ha levt för mellan 68 000 och 40 000 år sedan, under  Pleistocenepoken. Lämningarna är de äldsta fynden av en anatomiskt sett modern människa som har hittats i Australien. Hans exakta ålder är föremål för dispyt.